# شورش (فیلم ۲۰۱۲)
«شورش» (انگلیسی: Uprising (2012 film)) یک فیلم است که در سال ۲۰۱۲ منتشر شد.